# Arachnodes dieganus
Arachnodes dieganus är en skalbaggsart som beskrevs av Renaud Maurice Adrien Paulian 1976. Arachnodes dieganus ingår i släktet Arachnodes och familjen bladhorningar. Inga underarter finns listade.